# Primera División 1929
Die Primera División 1929 war die erste Spielzeit der höchsten spanischen Spielklasse im Fußball. Sie startete am 10. Februar 1929 und endete am 23. Juni 1929.

## Vor der Saison
1926 wurde in Spanien der Profifußball eingeführt. 1929 wurde eine einheitliche nationale Liga, die Primera División, gegründet, in der zehn Vereine den ersten Ligatitel ausspielten.

## Vereine
| Verein            | Stadt         | Stadion                     |
| ----------------- | ------------- | --------------------------- |
| FC Barcelona      | Barcelona     | Camp de Les Corts           |
| Español Barcelona | Barcelona     | Estadi Sarrià               |
| CD Europa         | Barcelona     | Camp del Guinardó           |
| Real Madrid       | Madrid        | Estadio de Chamartín        |
| Athletic Madrid   | Madrid        | Estadio Metropolitano       |
| Athletic Bilbao   | Bilbao        | Estadio San Mamés           |
| Real Sociedad     | San Sebastián | Estadio de Atotxa           |
| Arenas Club       | Getxo         | Estadio Municipal de Gobela |
| Racing Santander  | Santander     | Estadio El Sardinero        |
| Real Unión Irún   | Irun          | Stadium Gal                 |

## Abschlusstabelle
| Pl. | Verein            | Sp. | S  | U | N  | Tore    | Quote | Punkte |
| --- | ----------------- | --- | -- | - | -- | ------- | ----- | ------ |
| 1.  | FC Barcelona (P)  | 18  | 11 | 3 | 4  | 037:230 | 1,61  | 25:11  |
| 2.  | Real Madrid       | 18  | 11 | 1 | 6  | 040:270 | 1,48  | 23:13  |
| 3.  | Athletic Bilbao   | 18  | 8  | 4 | 6  | 043:330 | 1,30  | 20:16  |
| 4.  | Real Sociedad     | 18  | 8  | 4 | 6  | 046:410 | 1,12  | 20:16  |
| 5.  | Arenas Club       | 18  | 8  | 3 | 7  | 032:390 | 0,82  | 19:17  |
| 6.  | Athletic Madrid   | 18  | 8  | 2 | 8  | 043:410 | 1,05  | 18:18  |
| 7.  | Español Barcelona | 18  | 7  | 4 | 7  | 032:380 | 0,84  | 18:18  |
| 8.  | CD Europa         | 18  | 6  | 4 | 8  | 045:490 | 0,92  | 16:20  |
| 9.  | Real Unión Irún   | 18  | 5  | 2 | 11 | 040:420 | 0,95  | 12:24  |
| 10. | Racing Santander  | 18  | 3  | 3 | 12 | 025:500 | 0,50  | 09:27  |

Platzierungskriterien: 1. Punkte – 2. Direkter Vergleich  – 3. Torquotient – 4. geschossene Tore
| (P) | Gewinner der Copa del Rey 1927/28 |

### Relegation
| 1. Segunda División | Gesamt | 10. Primera División | Hinspiel | Rückspiel |
| ------------------- | ------ | -------------------- | -------- | --------- |
| FC Sevilla          | 2:3    | Racing Santander     | 2:1      | 0:2       |

## Kreuztabelle
| 1929              | FC Barcelona | Real Madrid | Athletic Bilbao | Real Sociedad | Arenas Club | Athletic Madrid | Español Barcelona | CD Europa | Real Unión Irún | Racing Santander |
| ----------------- | ------------ | ----------- | --------------- | ------------- | ----------- | --------------- | ----------------- | --------- | --------------- | ---------------- |
| FC Barcelona      |              | 1:2         | 3:0             | 1:0           | 2:2         | 4:0             | 1:0               | 5:2       | 4:1             | 5:1              |
| Real Madrid       | 0:1          |             | 5:1             | 2:1           | 2:0         | 2:1             | 2:0               | 5:0       | 2:0             | 2:2              |
| Athletic Bilbao   | 5:1          | 2:0         |                 | 4:2           | 2:3         | 3:3             | 9:0               | 2:0       | 2:1             | 0:0              |
| Real Sociedad     | 3:0          | 5:4         | 1:1             |               | 3:2         | 3:3             | 1:1               | 5:4       | 3:2             | 8:1              |
| Arenas Club       | 0:2          | 3:2         | 1:0             | 3:0           |             | 2:3             | 3:0               | 2:2       | 1:1             | 2:1              |
| Athletic Madrid   | 4:1          | 0:3         | 2:3             | 0:3           | 1:2         |                 | 7:1               | 5:4       | 3:1             | 4:0              |
| Español Barcelona | 1:1          | 4:0         | 4:1             | 1:1           | 1:2         | 3:2             |                   | 3:1       | 3:2             | 3:0              |
| CD Europa         | 1:1          | 5:2         | 1:1             | 4:3           | 5:2         | 4:1             | 0:3               |           | 3:3             | 4:1              |
| Real Unión Irún   | 1:2          | 0:2         | 6:3             | 2:3           | 7:1         | 1:2             | 4:3               | 2:3       |                 | 3:1              |
| Racing Santander  | 0:2          | 1:3         | 0:4             | 6:1           | 5:1         | 1:2             | 1:1               | 3:2       | 1:3             |                  |

## Nach der Saison
- 1. – FC Barcelona – Meister

Absteiger in die Segunda División
Absteiger gab es keine.
Aufsteiger in die Primera División
Aufsteiger gab es keine.

## Pichichi-Trophäe
Die Pichichi-Trophäe wird jährlich für den besten Torschützen der Spielzeit vergeben.
| Pl. | Nat.         | Spieler        | Verein          | Tore |
| --- | ------------ | -------------- | --------------- | ---- |
| 1   | Spanien 1875 | Paco Bienzobas | Real Sociedad   | 14   |
| 2   | Spanien 1875 | Lafuente       | Athletic Bilbao | 12   |
|     | Spanien 1875 | Luis Regueiro  | Real Unión Irún | 12   |
|     | Spanien 1875 | Gaspar Rubio   | Real Madrid     | 12   |

Laut Angaben in Mundo Deportivo aus dem Jahr 1969 war dagegen Lafuente mit 14 Treffern Torschützenkönig dieser Saison.

## Die Meistermannschaft des FC Barcelona
(Spieler mit mindestens 5 Einsätzen wurden berücksichtigt; in Klammern sind die Spiele und Tore angegeben)
| 1.           | FC Barcelona |
| FC Barcelona | - Tor: Ferenc Plattkó (9/-); Manuel Vidal (5/-) - Abwehr: Ramón Guzmán (11/-); Vicente Saura (18/-); Emil Walter (13/3) - Mittelfeld: José Carlos Castillo (18/-); Cristóbal Martí (10/-); José Obiols (8/-); José Sastre (14/10) - Sturm: Ángel Arocha (7/4); Antonio García García (14/1); Manuel Parera (18/11); Ramón Pera (5/0); Vicenç Piera (13/0); Josep Samitier (13/7) - Trainer: Romà Forns bis 6. Spieltag am 21.3., danach James Bellamy |